# Георги Друмохарски
Георги Ангелов Друмохарски е български културен деец и общественик, пръв историограф на Кюстендил.

## Биография
Син е на Ангел Гьошев Друмохарски, брат на Димитър Друмохарски и Манол Друмохарски. Завършва Солунската гръцка мъжка гимназия. Следва във Военното медицинско училище в Цариград, което обаче напуска поради заболяване. Изучава френски и гръцки език, литература и философия.
Завръща се в родния си град и се занимава с търговия. Заедно с брат си Димитър преписва и публикува открития през 1861 година в село Търново, Кривопаланечко, писмен паметник „Слово Кирила Философа“ (от 150 пергаментови листа) за покръстването на българите в района на Брегалница. Записва различни обичаи и песни от Кюстендилския край и е временен дописник на вестник „Съветник“ през 1864 година. През 1869 година открива читалище в родния си град и става негов пръв председател, през 1874 година е избран за училищен надзирател. Изпраща етнографски материали на Васил Чолаков и Стефан Веркович, публикувани в „Български народен сборник“ (1872) и „Топографическо-етнографски очерк на Македония“ (1889). Взема участие в борбата за църковна и национална независимост.
След създаването на Княжество България в 1878 година, е един от най-дейните членове на Консервативната, а от 1894 година и на Народната партия. Дълги години е кмет на Кюстендил (първи мандат: 22 октомври 1879 – 15 октомври 1880 г. и още два поредни мандата: 19 октомври 1893 – 19 април 1899 г.). По негова инициатива е изработен първия градоустройствен план на града. Член и подпредседател на Софийския окръжен съд (1880 – 1884), адвокат в Кюстендил (1884 – 1893). През 1893 г. е народен представител в VII ОНС. През 1889 година се оттегля от политическа дейност и се установява в село Соволяно.
Почетен член на читалище „Братство“, Кюстендил. Почетен гражданин на Кюстендил (удостоен със званието през 1998).